# Mungia
Mungia è un comune spagnolo di 13 807 abitanti situato nella comunità autonoma dei Paesi Baschi.